# Пнево-Велике
Пнево-Велике (пол. Pniewo Wielkie) — село в Польщі, у гміні Реґімін Цехановського повіту Мазовецького воєводства.
Населення — 106 осіб (2011).
У 1975-1998 роках село належало до Цехановського воєводства.

## Демографія
Демографічна структура станом на 31 березня 2011 року:
|          | Загалом | Допрацездатний вік | Працездатний вік | Постпрацездатний вік |
| -------- | ------- | ------------------ | ---------------- | -------------------- |
| Чоловіки | 55      | 7                  | 42               | 6                    |
| Жінки    | 51      | 7                  | 30               | 14                   |
| Разом    | 106     | 14                 | 72               | 20                   |